# Ulvekobbel
Et ulvekobbel er en flok af ulve.
Ulvekoblet har givet navn til ulvekobbeltaktikken, der benyttes af ubåde, der angriber i flok. Teknikken blev forbedret under 2. verdenskrig af den tyske storadmiral Karl Dönitz.